# 天主教林东宗座监牧区
天主教林東宗座監牧區（拉丁語：Apostolica Praefectura Lintungensis；中國官方稱為：林東教區）是天主教在中国内蒙古東北部設立的一個宗座監牧區，直屬聖座。

## 概況
1937年5月18日，聖座成立林東宗座監牧區，直屬聖座。1940年，林東宗座監牧區信徒人數為8,752人、10個堂區、18位司鐸（18位修會司鐸）。教座位於内蒙古赤峰市林西县大营子乡的大营子主教座堂。現任宗座監牧為杜江主教。

## 歷史
1937年5月18日，聖座從四平街宗座代牧區劃出熱河省西北部的林東、林西、天山、開魯、魯北和綏東的6個縣，成立林東宗座監牧區，教座設在林西縣大營子。由加拿大魁北克外方傳教會負責管理，藍德神父出任首任宗座監牧。
1933年3月日本關東軍佔領熱河省，且將當地劃歸滿洲國管轄，但仍准許外籍神父繼續在當地傳教及服務。1940年，林東宗座監牧區有10座教堂，18位司鐸，8,752名信徒。
1945年8月15日日本昭和天皇宣佈投降，中華民國從滿洲國接收東北四省。1949年10月1日，中國共產黨在中國大陸地區建立中華人民共和國，並開始針對天主教進行宗教迫害及打壓，教會已經無法正常運作。其後，加拿大籍宗座監牧藍德神父與其他外籍傳教士先後被捕，並被中國政府驅逐出境，而需要由中國本地神父繼續管理宗座監牧區內的教務。
1955年7月，第一屆全國人民代表大會決定撤銷熱河省，並其縣劃歸河北省、遼寧省和內蒙古自治區。1959年，由中國政府控制的組織中國天主教友愛國會未經聖座准許，擅自將四平街教區及林東宗座監牧區的西部管轄區併入吉林教區。同時，林東宗座監牧區的東部管轄區則併入赤峰教區。1966年至1979年文化大革命期間，宗座監牧區的所有宗教活動停止。1980年代初，宗座監牧逐步恢復宗教活動。
1980年8月，中國天主教愛國會未經聖座准許，擅自將內蒙古自治區內的教區按照行政區劃重新劃分為呼和浩特教區、赤峰教區、巴彥淖爾盟教區、包頭教區、烏蘭察布盟教區。
1990年10月28日，郭正基晉牧成為愛國會所擅自設立的内蒙古西部巴彥淖爾盟教區主教，其後時任教宗若望保祿二世亦只認可他是内蒙古東北部林東宗座監牧區宗座監牧。2004年5月，杜江主教接任巴彥淖爾盟教區主教後，亦被教宗同樣任命成為林東宗座監牧區宗座監牧。

## 歷任主教

### 佳木斯宗座監牧
- 藍德神父, P.M.E（英语：Société des Missions-Étrangères du Québec）（1937年7月22日-1938年）：加拿大籍，1938年獲選為魁北克外方傳教會總會長（英语：Société des Missions-Étrangères du Québec）[6]
- 馬廣榮神父, P.M.E.（1939年3月31日-1943年7月29日）：加拿大籍[7]
- 趙玉明神父, P.M.E.（1946年11月28日-1956年11月11日)）1956年改任秘鲁普卡爾帕宗座代牧。[8]
- 教座出缺（1956年-1990年）
- 郭正基主教（1990年10月28日-2004年5月3日）：愛國會任命為巴彥淖爾盟教區主教，後獲教宗認可為林東宗座監牧。[9][10][11]
- 杜江主教（2004年5月7日-現任）：愛國會任命為巴彥淖爾盟教區主教，聖座認可為林東宗座監牧。[12][13][14]